# Cowboy Henk

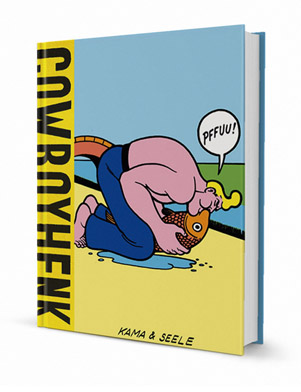
Cowboy Henk

Pour les articles homonymes, voir Cowboy.
Cowboy Henk est une série de bande dessinée comique belge, signée par Herr Seele d'après un scénario de Kamagurka.

## Historique
Cowboy Henk est une série d'humour absurde initialement parue dans le journal belge néerlandophone De Morgen, et reprise par après dans l'hebdomadaire Humo. La série a été publiée en continu du 24 septembre 1981 à octobre 2011.
La série a d'abord été publiée en France sous le titre de Cowboy Jean : elle a paru de 1983 à 1984 dans Le Petit Psikopat illustré, ainsi que dans Fluide glacial et Hara-Kiri. Un album intitulé Maurice le cowboy est également paru en 1986 chez Albin Michel.

## Prix et récompenses
- Festival d'Angoulême 2014 : Prix du patrimoine